# أياكا سوا
أياكا سوا (諏訪彩花 سوا أياكا) هي مؤدية أصوات يابانية ولدت في 27 مايو 1988 في ناغويا, آيتشي.

## أدوارها في الأنمي

### مسلسلات أنمي تلفزيونية
- أحجية الشر - توكاكو أزوما
- فانتسي ستار أونلاين 2 ذي أنيميشن - رينا إيزومي
- يواموشي بيدال - ميكي كانزاكي
- يواموشي بيدال GRANDE ROAD - ميكي كانزاكي
- يواموشي بيدال NEW GENERATION - ميكي كانزاكي
- متتابعة أكاديمية ميكاغورا - هيمي ياساكا
- كوميت لوسيفر - أوتو موتو
- فصل الاغتيال - توكا يادا
- كايتو جوكر - هاروكا أونياما
- البركة لهذا العالم الرائع! - كريس، إيريس
- لانس آند ماسكس - شيروهيمي
- ترينيتي سفن - هيجيري كاسوغا
- كينموزا - هونوكا ماتسوبارا
- هالو!! كينموزا - هونوكا ماتسوبارا
- كابتن إيرث - ساوري ساساكي
- التلميذ المتخلف في ثانوية السحر - كازومي تاكيغاوا
- مدينة مدارس القتال أستريسك - أياتو أماغيري (أيام الطفولة)
- مختبر الحب - ميكا كيرياما
- البدلة المتنقلة جاندام: أيتام الدم الحديدي - ميكازوكي أوجاس (أيام الطفولة)
- ثمرة غريزايا - يوجي كازامي (أيام الطفولة)
- عدن غريزايا - يوجي كازامي (أيام الطفولة)
- فيري غون - كلارا كيسيناريا
- بوغيبوب آند أذرز - ناوكو كاميكيشيرو

### أفلام انمي
- يواموشي بيدال - ميكي كانزاكي

## أدوارها في ألعاب الفيديو
- آيدولماستر ميليون لايف! - ماتسوري توكوغاوا
- فاير إمبلم فيتس - إيليزي

## وصلات خارجية
- أياكا سوا على موقع IMDb (الإنجليزية)
- أياكا سوا على موقع ميوزك برينز (الإنجليزية)
- أياكا سوا على موقع قاعدة بيانات الفيلم (الإنجليزية)
- أياكا سوا على موقع ANN person (الإنجليزية)

- صفحة IMDb